# Anthony Pulis
Anthony James Pulis Jr. (född 21 juli 1984) är en walesisk professionell fotbollsspelare. Han spelar för närvarande i Orlando City. Han har även spelat i bland annat Stoke City, klubben där hans far Tony var manager.